# Puerto Lumbreras
Puerto Lumbreras er en by og kommune i det sydøstlige Spanien i Murcia-regionen. Den har et indbyggertal på 17.822 (2024) indbyggere.